# Meidericher Spielverein Duisburg 1968-1969
Questa voce raccoglie le informazioni riguardanti il Meidericher Spielverein Duisburg nelle competizioni ufficiali della stagione 1968-1969.

## Stagione
Nella stagione 1968-1969 il Duisburg, allenato da Robert Gebhardt, concluse il campionato di Bundesliga al 12º posto. In Coppa di Germania il Duisburg fu eliminato al primo turno dall'Alsenborn.

## Rosa
| N. |                     | Ruolo | Calciatore        |
| -- | ------------------- | ----- | ----------------- |
|    | Germania (bandiera) | P     | Dietmar Linders   |
|    | Germania (bandiera) | P     | Manfred Manglitz  |
|    | Germania (bandiera) | D     | Michael Bella     |
|    | Germania (bandiera) | D     | Herbert Bruckmann |
|    | Germania (bandiera) | D     | Toni Burghardt    |
|    | Germania (bandiera) | D     | Gisbert Geimer    |
|    | Germania (bandiera) | D     | Hartmut Heidemann |
|    | Germania (bandiera) | D     | Werner Lotz       |
|    | Germania (bandiera) | D     | Manfred Müller    |
|    | Germania (bandiera) | D     | Detlef Pirsig     |
|    | Germania (bandiera) | D     | Günter Preuß      |
|    | Germania (bandiera) | D     | Kurt Rettkowski   |
|    | Germania (bandiera) | D     | Johann Sabath     |
|    | Germania (bandiera) | C     | Willibert Kremer  |

| N. |                     | Ruolo | Calciatore              |
| -- | ------------------- | ----- | ----------------------- |
|    | Germania (bandiera) | C     | Bernd Lehmann           |
|    | Germania (bandiera) | C     | Werner Plack            |
|    | Germania (bandiera) | C     | Johannes Riedl          |
|    | Germania (bandiera) | A     | Rainer Budde            |
|    | Germania (bandiera) | A     | Pille Gecks             |
|    | Germania (bandiera) | A     | Bernd Hoffmann          |
|    | Germania (bandiera) | A     | Helmut Huttary          |
|    | Germania (bandiera) | A     | Jürgen Kowalski         |
|    | Germania (bandiera) | A     | Hannes Linßen           |
|    | Germania (bandiera) | A     | Ludwig Nolden           |
|    | Serbia (bandiera)   | A     | Đorđe Pavlić            |
|    | Germania (bandiera) | A     | Axel Rzany              |
|    | Germania (bandiera) | A     | Hans-Joachim Schellberg |
|    | Germania (bandiera) | A     | Karl-Heinz Wißmann      |

## Organigramma societario
Area tecnica
- Allenatore: Robert Gebhardt
- Allenatore in seconda:
- Preparatore dei portieri:
- Preparatori atletici:

## Calciomercato

### Sessione estiva
| Acquisti | Acquisti       | Acquisti    | Acquisti |
| R.       | Nome           | da          | Modalità |
| -------- | -------------- | ----------- | -------- |
| D        | Toni Burghardt | Saarbrücken |          |
| A        | Helmut Huttary | Stoccarda   |          |
| C        | Johannes Riedl | Pirmasens   |          |

| Cessioni | Cessioni         | Cessioni       | Cessioni |
| R.       | Nome             | a              | Modalità |
| -------- | ---------------- | -------------- | -------- |
| A        | Erwin Kostedde   | Standard Liegi |          |
| C        | Heinz van Haaren | Schalke 04     |          |
| A        | Horst Wild       | Karlsruhe      |          |

## Risultati

### Bundesliga

#### Girone di andata
| Arbitro: | Heumann |

|           |           |  |
| Budde 26’ | Marcatori |  |

| Arbitro: | Schäfer |

|            |           |           |
| Brungs 67’ | Marcatori | 84’ Gecks |

| Arbitro: | Redelfs |

|          |           |            |
| Gecks 7’ | Marcatori | 61’ Jusufi |

| Arbitro: | Schreiner |

|                                                |           |  |
| Hermandung 8’, 25’ Klostermann 33’ Ionescu 80’ | Marcatori |  |

| Braunschweig 7 settembre 1968, ore 15:30 CET 5ª giornata | Eintracht Braunschweig | 0 – 0 referto | Duisburg | Stadion an der Hamburger Straße (18 000 spett.)\| Arbitro: \| Aldinger \| |
| Arbitro:                                                 | Aldinger               |               |          |                                                                           |

| Arbitro: | Schröck |

|                      |           |  |
| Pirsig 59’ Budde 87’ | Marcatori |  |

| Arbitro: | Fritz |

|                                  |           |                             |
| Müller 10’ (rig.) Brenninger 81’ | Marcatori | 27’ Budde 73’ (rig.) Pavlić |

| Arbitro: | Siebert |

|                      |           |  |
| Riedl 58’ Pavlić 85’ | Marcatori |  |

| Arbitro: | Tschenscher |

|                |           |            |
| Weist 17’, 82’ | Marcatori | 61’ Pavlić |

| Duisburg 19 ottobre 1968, ore 15:30 CET 10ª giornata | Duisburg  | 0 – 0 referto | Colonia | Wedaustadion (17 000 spett.)\| Arbitro: \| Kreitlein \| |
| Arbitro:                                             | Kreitlein |               |         |                                                         |

| Arbitro: | Schulenburg |

|            |           |            |
| Küppers 7’ | Marcatori | 71’ Pavlić |

| Arbitro: | Ohmsen |

|                     |           |           |
| Gecks 21’ Budde 80’ | Marcatori | 79’ Nuber |

| Arbitro: | Heumann |

|                  |           |  |
| Netzer 3’ (rig.) | Marcatori |  |

| Duisburg 9 novembre 1968, ore 15:30 CET 14ª giornata | Duisburg | 0 – 0 referto | Hannover 96 | Wedaustadion (9 000 spett.)\| Arbitro: \| Geng \| |
| Arbitro:                                             | Geng     |               |             |                                                   |

| Arbitro: | Wengenmayer |

|                                                   |           |  |
| Kentschke 43’ Hasebrink 55’ (rig.) Windhausen 57’ | Marcatori |  |

| Arbitro: | Linn |

|                          |           |                                        |
| Budde 16’, 87’ Bella 84’ | Marcatori | 39’, 44’ Schütz 47’ Rebele 57’ Fischer |

| Arbitro: | Betz |

|            |           |                     |
| Krämer 56’ | Marcatori | 64’ Gecks 82’ Budde |

#### Girone di ritorno
| Arbitro: | Tschenscher |

|             |           |  |
| Erlhoff 15’ | Marcatori |  |

| Arbitro: | Binder |

|                    |           |          |
| Budde 1’ Gecks 34’ | Marcatori | 15’ Ipta |

| Arbitro: | Regely |

|                      |           |           |
| Abbé 32’ Schämer 47’ | Marcatori | 89’ Gecks |

| Arbitro: | Schulenburg |

|           |           |                |
| Gecks 82’ | Marcatori | 54’ Hermandung |

| Arbitro: | Schumann |

|             |           |             |
| Huttary 17’ | Marcatori | 21’ Schmidt |

| Arbitro: | Bien |

|                                        |           |                              |
| Sieloff 68’ (rig.) Menne 80’ Haaga 83’ | Marcatori | 54’ (rig.) Lehmann 90’ Budde |

| Duisburg 1º marzo 1969, ore 15:30 CET 24ª giornata | Duisburg | 0 – 0 referto | Bayern Monaco | Wedaustadion (31 000 spett.)\| Arbitro: \| Fritz \| |
| Arbitro:                                           | Fritz    |               |               |                                                     |

| Arbitro: | Siebert |

|                       |           |           |
| Schmidt 61’ Görts 72’ | Marcatori | 38’ Riedl |

| Arbitro: | Wengenmayer |

|                      |           |  |
| Budde 4’ (rig.), 54’ | Marcatori |  |

| Arbitro: | Seiler |

|          |           |               |
| Rühl 61’ | Marcatori | 42’ Heidemann |

| Arbitro: | Schäfer |

|               |           |  |
| Heidemann 85’ | Marcatori |  |

| Offenbach am Main 19 aprile 1969, ore 15:30 CET 29ª giornata | Kickers Offenbach | 0 – 0 referto | Duisburg | Stadion am Bieberer Berg (13 000 spett.)\| Arbitro: \| Schulenburg \| |
| Arbitro:                                                     | Schulenburg       |               |          |                                                                       |

| Arbitro: | Siebert |

|                |           |               |
| Rettkowski 39’ | Marcatori | 18’ Ackermann |

| Arbitro: | Regely |

|             |           |           |
| Skoblar 39’ | Marcatori | 64’ Gecks |

| Duisburg 24 maggio 1969, ore 15:30 CET 32ª giornata | Duisburg | 0 – 0 referto | Kaiserslautern | Wedaustadion (12 000 spett.)\| Arbitro: \| Picker \| |
| Arbitro:                                            | Picker   |               |                |                                                      |

| Arbitro: | Bien |

|                            |           |                    |
| Heiß 40’ (rig.) Rebele 43’ | Marcatori | 74’ (aut.) Kohlars |

| Duisburg 7 giugno 1969, ore 15:30 CET 34ª giornata | Duisburg | 0 – 0 referto | Amburgo | Wedaustadion (6 000 spett.)\| Arbitro: \| Gabor \| |
| Arbitro:                                           | Gabor    |               |         |                                                    |

### Coppa di Germania
| Arbitro: | Kreitlein |

|                            |           |           |
| Kirsch 42’ Horr 89’ (rig.) | Marcatori | 87’ Bella |

## Statistiche

### Statistiche di squadra
| Competizione      | Punti | In casa | In casa | In casa | In casa | In casa | In casa | In trasferta | In trasferta | In trasferta | In trasferta | In trasferta | In trasferta | Totale | Totale | Totale | Totale | Totale | Totale | DR |
| Competizione      | Punti | G       | V       | N       | P       | Gf      | Gs      | G            | V            | N            | P            | Gf           | Gs           | G      | V      | N      | P      | Gf     | Gs     | DR |
| ----------------- | ----- | ------- | ------- | ------- | ------- | ------- | ------- | ------------ | ------------ | ------------ | ------------ | ------------ | ------------ | ------ | ------ | ------ | ------ | ------ | ------ | -- |
| Bundesliga        | 32    | 17      | 7       | 9       | 1       | 19      | 10      | 17           | 1            | 7            | 9            | 14           | 27           | 34     | 8      | 16     | 10     | 33     | 37     | -4 |
| Coppa di Germania | -     | 0       | 0       | 0       | 0       | 0       | 0       | 1            | 0            | 0            | 1            | 1            | 2            | 1      | 0      | 0      | 1      | 1      | 2      | -1 |
| Totale            | 32    | 17      | 7       | 9       | 1       | 19      | 10      | 18           | 1            | 7            | 10           | 15           | 29           | 35     | 8      | 16     | 11     | 34     | 39     | -5 |

### Andamento in campionato
| Giornata  | 1 | 2 | 3 | 4  | 5 | 6 | 7 | 8 | 9 | 10 | 11 | 12 | 13 | 14 | 15 | 16 | 17 | 18 | 19 | 20 | 21 | 22 | 23 | 24 | 25 | 26 | 27 | 28 | 29 | 30 | 31 | 32 | 33 | 34 |
| --------- | - | - | - | -- | - | - | - | - | - | -- | -- | -- | -- | -- | -- | -- | -- | -- | -- | -- | -- | -- | -- | -- | -- | -- | -- | -- | -- | -- | -- | -- | -- | -- |
| Luogo     | C | T | C | T  | T | C | T | C | T | C  | T  | C  | T  | C  | T  | C  | T  | T  | C  | T  | C  | C  | T  | C  | T  | C  | T  | C  | T  | C  | T  | C  | T  | C  |
| Risultato | V | N | N | P  | N | V | N | V | P | N  | N  | V  | P  | N  | P  | P  | V  | P  | V  | P  | N  | N  | P  | N  | P  | V  | N  | V  | N  | N  | N  | N  | P  | N  |
| Posizione | 7 | 5 | 6 | 10 | 9 | 6 | 6 | 4 | 6 | 6  | 6  | 4  | 5  | 6  | 8  | 11 | 7  | 11 | 9  | 11 | 10 | 10 | 11 | 11 | 15 | 11 | 12 | 8  | 8  | 9  | 9  | 10 | 13 | 12 |

Legenda:

Luogo: C = Casa; T = Trasferta. Risultato: V = Vittoria; N = Pareggio; P = Sconfitta.

### Statistiche dei giocatori
| Giocatore     | Bundesliga | Bundesliga | Bundesliga  | Bundesliga | Coppa di Germania | Coppa di Germania | Coppa di Germania | Coppa di Germania | Totale   | Totale | Totale      | Totale     |
| Giocatore     | Presenze   | Reti       | Ammonizioni | Espulsioni | Presenze          | Reti              | Ammonizioni       | Espulsioni        | Presenze | Reti   | Ammonizioni | Espulsioni |
| ------------- | ---------- | ---------- | ----------- | ---------- | ----------------- | ----------------- | ----------------- | ----------------- | -------- | ------ | ----------- | ---------- |
| M. Bella      | 34         | 1          | 0           | 0          | 1                 | 1                 | 0                 | 0                 | 35       | 2      | 0           | 0          |
| H. Bruckmann  | 0          | 0          | 0           | 0          | 0                 | 0                 | 0                 | 0                 | 0        | 0      | 0           | 0          |
| R. Budde      | 31         | 11         | 0           | 0          | 1                 | 0                 | 0                 | 0                 | 32       | 11     | 0           | 0          |
| T. Burghardt  | 28         | 0          | 0           | 0          | 1                 | 0                 | 0                 | 0                 | 29       | 0      | 0           | 0          |
| P. Gecks      | 34         | 8          | 0           | 0          | 1                 | 0                 | 0                 | 0                 | 35       | 8      | 0           | 0          |
| G. Geimer     | 0          | 0          | 0           | 0          | 0                 | 0                 | 0                 | 0                 | 0        | 0      | 0           | 0          |
| H. Heidemann  | 19         | 2          | 0           | 0          | 1                 | 0                 | 0                 | 0                 | 20       | 2      | 0           | 0          |
| B. Hoffmann   | 0          | 0          | 0           | 0          | 0                 | 0                 | 0                 | 0                 | 0        | 0      | 0           | 0          |
| H. Huttary    | 33         | 1          | 0           | 0          | 1                 | 0                 | 0                 | 0                 | 34       | 1      | 0           | 0          |
| J. Kowalski   | 0          | 0          | 0           | 0          | 0                 | 0                 | 0                 | 0                 | 0        | 0      | 0           | 0          |
| W. Kremer     | 33         | 0          | 0           | 0          | 1                 | 0                 | 0                 | 0                 | 34       | 0      | 0           | 0          |
| B. Lehmann    | 9          | 1          | 0           | 0          | 0                 | 0                 | 0                 | 0                 | 9        | 1      | 0           | 0          |
| D. Linders    | 3          | 0          | 0           | 0          | 1                 | 0                 | 0                 | 0                 | 4        | 0      | 0           | 0          |
| H. Linßen     | 3          | 0          | 0           | 0          | 0                 | 0                 | 0                 | 0                 | 3        | 0      | 0           | 0          |
| W. Lotz       | 8          | 0          | 0           | 0          | 1                 | 0                 | 0                 | 0                 | 9        | 0      | 0           | 0          |
| M. Manglitz   | 33         | 0          | 0           | 0          | 0                 | 0                 | 0                 | 0                 | 33       | 0      | 0           | 0          |
| M. Müller     | 27         | 0          | 0           | 0          | 0                 | 0                 | 0                 | 0                 | 27       | 0      | 0           | 0          |
| L. Nolden     | 0          | 0          | 0           | 0          | 0                 | 0                 | 0                 | 0                 | 0        | 0      | 0           | 0          |
| Đ. Pavlić     | 29         | 4          | 0           | 0          | 1                 | 0                 | 0                 | 0                 | 30       | 4      | 0           | 0          |
| D. Pirsig     | 34         | 1          | 0           | 0          | 1                 | 0                 | 0                 | 0                 | 35       | 1      | 0           | 0          |
| W. Plack      | 0          | 0          | 0           | 0          | 0                 | 0                 | 0                 | 0                 | 0        | 0      | 0           | 0          |
| G. Preuß      | 0          | 0          | 0           | 0          | 0                 | 0                 | 0                 | 0                 | 0        | 0      | 0           | 0          |
| K. Rettkowski | 15         | 1          | 0           | 0          | 1                 | 0                 | 0                 | 0                 | 16       | 1      | 0           | 0          |
| J. Riedl      | 23         | 2          | 0           | 0          | 0                 | 0                 | 0                 | 0                 | 23       | 2      | 0           | 0          |
| A. Rzany      | 2          | 0          | 0           | 0          | 0                 | 0                 | 0                 | 0                 | 2        | 0      | 0           | 0          |
| J. Sabath     | 0          | 0          | 0           | 0          | 0                 | 0                 | 0                 | 0                 | 0        | 0      | 0           | 0          |
| H. Schellberg | 0          | 0          | 0           | 0          | 0                 | 0                 | 0                 | 0                 | 0        | 0      | 0           | 0          |
| K. Wißmann    | 5          | 0          | 0           | 0          | 0                 | 0                 | 0                 | 0                 | 5        | 0      | 0           | 0          |